# Niinisaari (ö i Saimen och Puumala kommun)
Niinisaari med Ylössaari och Virtasaari är en ö i Finland. Den ligger i sjön Saimen och i kommunen Puumala i den ekonomiska regionen  S:t Michel och landskapet Södra Savolax, i den södra delen av landet, 220 km nordost om huvudstaden Helsingfors. Öns area är 11,1 kvadratkilometer och dess största längd är 7,8 kilometer i sydöst-nordvästlig riktning. Niinisaari består av två delar, som skiljs åt av ett näs som i sin tur delas av den lilla sjön Niinilampi. På den norra delen finns en ort med namnet Niinisaari varifrån färja finns över Hätinvirta till fastlandet i öster. Åt sydväst finns fast vägförbindelse till Liimattalansaari över den lilla, numera, halvön Virtasaari. Till Ylössaari i nordväst hör halvön Liehtalanniemi, som består av skyddad natur och där det finns ett friluftsmuseum. 

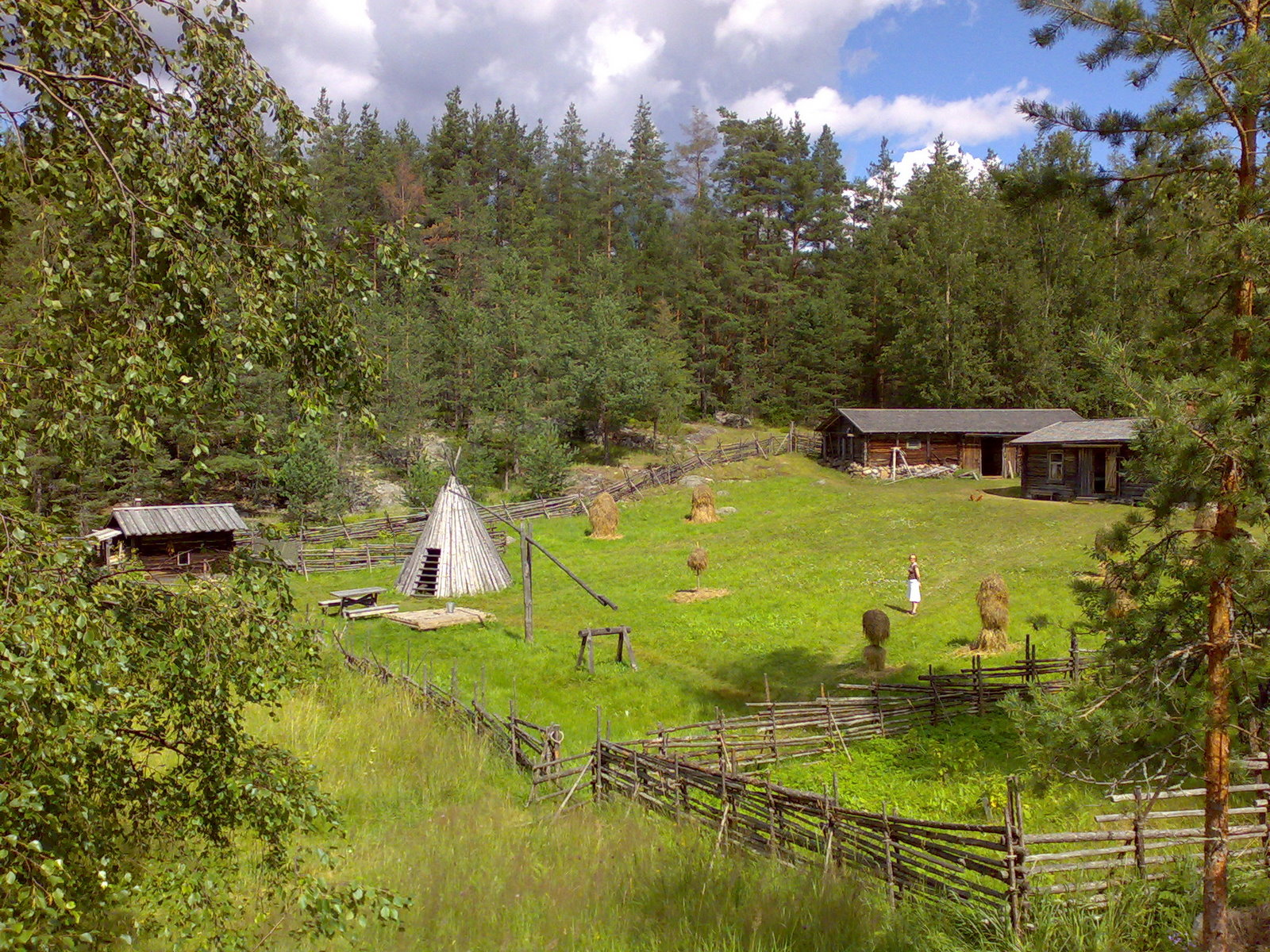
Friluftsmuseet i juli 2007
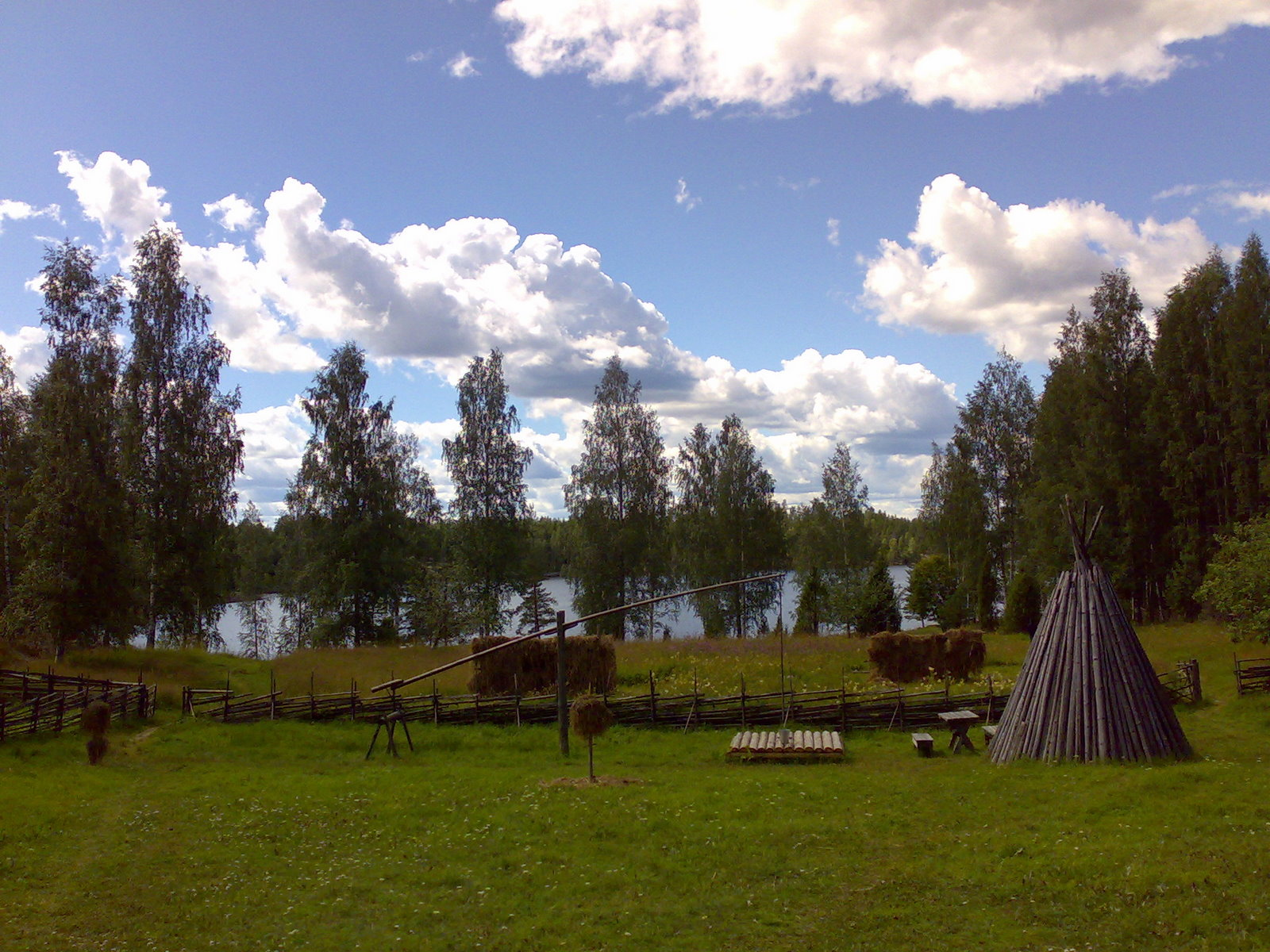